# 백제 부흥운동
백제 부흥운동(百濟復興運動)은 백제가 660년에 패망한 후 유민들이 전개한 투쟁 운동이다.

## 개요
660년에 신라가 백제를 정복하자 당나라는 웅진도독부를 설치했으며, 의자왕을 당나라로 끌고 갔다. 그러자 흑치상지는 임존성을 거점으로 유민을 규합했으며, 왕족 복신(福信)과 승려 도침(道琛)은 주류성(周留城)에 웅거하고 661년에 병사를 이끌고 나당연합군을 공격하기도 했고, 일시적으로 20여 성을 회복하기에 이르렀다. 
이들은 왜로부터 왕자 부여풍(豊)을 맞아다가 급하게 왕으로 삼았으며, 사비성·웅진성 등을 포위하면서 당군의 식량을 약탈하는 일을 벌였다. 그러나 곧 복신이 도침을 살해하고, 부여풍이 복신을 다시 살해하는 내분이 생겨 와해되었다. 백제 왕족인 부여융은 당나라 장군에 임명되어 당나라로 끌려간 유민을 통치했고, 663년 8월 백강 전투에서 백제 부흥군을 구원하러 온 왜선 400척을 침몰시키며 백제 부흥운동을 토벌하였다. 이후 663년 9월 당나라의 원병을 얻은 연합군이 주류성을 함락하였고, 664년에는 지수신이 지키고 있던 임존성이 함락되었다. 664년 4월에 사비성에서 일어난 반란까지 진압되면서 3년 만에 부흥 세력은 전멸하였다. 
부여융의 손자인 부여경이 당나라 측천무후 대에 대방군왕으로 임명된 것을 끝으로 멸망한 백제 왕족은 8세기 초에 소멸되었다. 
한편 《구당서》는 건안성이 발해에게 흡수된 것을 백제의 완전한 패망이라고 보고있는데, 이는 건안성으로 피난한 소수의 유민까지 염두에 둔 것이다.

## 같이 보기
- 신라의 삼국통일
- 백강 전투